# Burg Alt-Dernbach
Die Burg Alt-Dernbach, mittelalterlich Theyrinbach genannt, später auch Burg Dernbach, Butschel oder Purzel, ist eine abgegangene kleine Wasserburg rund 800 m südwestlich der Dorfmitte von Seelbach, einem heutigen Stadtteil von Herborn im Lahn-Dill-Kreis in Hessen.

## Lage
Der Burgstall liegt am Zufluss des Dernbachs in die Aar links ihres Flusstales an einer Furt an der alten Querverbindung Hohe Straße – Rennweg.

## Geschichte
Die Burg Alt-Dernbach wird 1263 erstmals in einer Urkunde des Klosters Marienstatt erwähnt. Darin überlässt ein Ritter Bernhard von Dernbach dem Kloster einen Zehnten. Die kleine Burg war vermutlich nie dauerhaft bewohnt, da im Burgbereich dafür kein Platz war. Die adligen Familien wohnten außerhalb. Den Burgsitz im Aartal muss man daher eher als Ortschaft bezeichnen. Bei dem Vergleich 1333 mit den Grafen von Nassau verblieben den Dernbachern ausdrücklich ihre „5 Höfe in Dernbach“. Zudem wird bereits in einer Urkunde vom 12. März 1281 ein Pleban Albertus zu Dernbach genannt, was auch auf einen Ort schließen lässt.

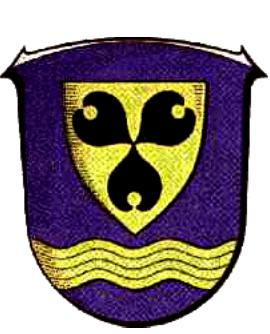
Wappen von Herbornseelbach: das goldene Schild mit den Seeblättern stellt das Wappen der Herren von Dernbach dar

Alt-Dernbach war der ursprüngliche Stammsitz der Herren von Dernbach, dann im Besitz der Dernbacher Ganerben (diese hatten ein eigenes Siegel), die von etwa 1230 an über ein Jahrhundert mit den Grafen von Nassau im Streit lagen. Dabei ging es um die Vorherrschaft in der Herborner Mark. Neben Alt-Dernbach besaßen die Ganerben noch die Burg Vetzberg bei Gießen; dort nannten sie sich mal von Dernbach, mal von Vetzberg, auch mit Beinamen wie: Rode, Krig, Holzappel, Mul und Graul.
Im Verlaufe der Dernbacher Fehde zerstörte Nassau 1306 die Burg. Die Ganerben verkauften ihre Burg Theyrinbach, um einen besseren Rückhalt gegen die Nassauer zu haben, 1309 an den Landgrafen Otto I. von Hessen, den Lehnsherren der Herborner Mark. Der versprach, sie wieder aufzubauen und eine Stadt bei ihr anzulegen. Zugleich gab er sie als Erbburglehen an die Ganerben zurück. In den Jahren 1326/27 zerstörten die Nassauer die noch nicht fertige neue Burg in einem wieder heftig ausbrechenden Streit. Sie wurde danach nicht mehr aufgebaut. Die Herren von Dernbach verkauften 1333 nach dem Ende der Fehde ihre gesamten Rechte, z. T. hoheitliche (u. a. Vogteirechte, Gerichtsrechte, Patronatsrechte, Bergrechte, Zölle, Fischerei und Wildbann) in der Herborner Mark und im Schelderwald und den größten Teil ihrer Besitzungen, bis auf die genannten fünf Höfe bei Alt-Dernbach, für einen stolzen Preis an die Grafen von Nassau. Sie zogen sich aus dem nun endgültig gefestigten Herrschaftsbereich der Nassauer zurück und bauten vor 1350 mit Unterstützung des hessischen Landgrafen und der Herren von Bicken zu Hainchen die Burg Neu-Dernbach, westlich von Gladenbach und nördlich von Wommelshausen in der Landgrafschaft Hessen.

## Anlage
Die Burg Alt-Dernbach war vor 1300 eine kleine Turmhügelburg (Motte) mit einem wehrhaften Holz- oder Steinturm, für den Notfall der Verteidigung. Sie stand auf einem künstlich angelegten Hügel im Aartal umgeben mit Erdwall und Wassergraben. 
Ein mit Hilfe von Landgraf Otto von Hessen ab 1309 begonnener Neubau wurde nie fertig und in einer weiteren Fehde von Nassau zerstört. Als der Geometer Johann Georg Schäfer die Anlage 1780 im Auftrag der Grafen von Nassau vermaß, fand er einen annähernd ovalen Grundriss einschließlich Burggraben von ca. 83 m Länge und ca. 60 m Breite vor. Bei Ausgrabungen Anfang der 1950er Jahre war der Hügel noch ca. 22 m mal 16 m groß und das Turmfundament hatte eine Grundfläche von 3 m mal 3 m. 
Heute ist nur noch ein kleiner Erdhügel im Wiesengrund zu sehen. Diese Reste der Burg werden im Seelbacher Volksmund „Butschel“ genannt. Anfang 2014 war vor dem Hügelrest ein Steinhaufen mit behauenen Steinen, die wohl zu den Grundmauern der Turmburg gehörten, zu sehen. Das Gelände ist eingezäunt und nicht begehbar. Auf dem alten Burggelände befindet sich heute eine Schäferei. 

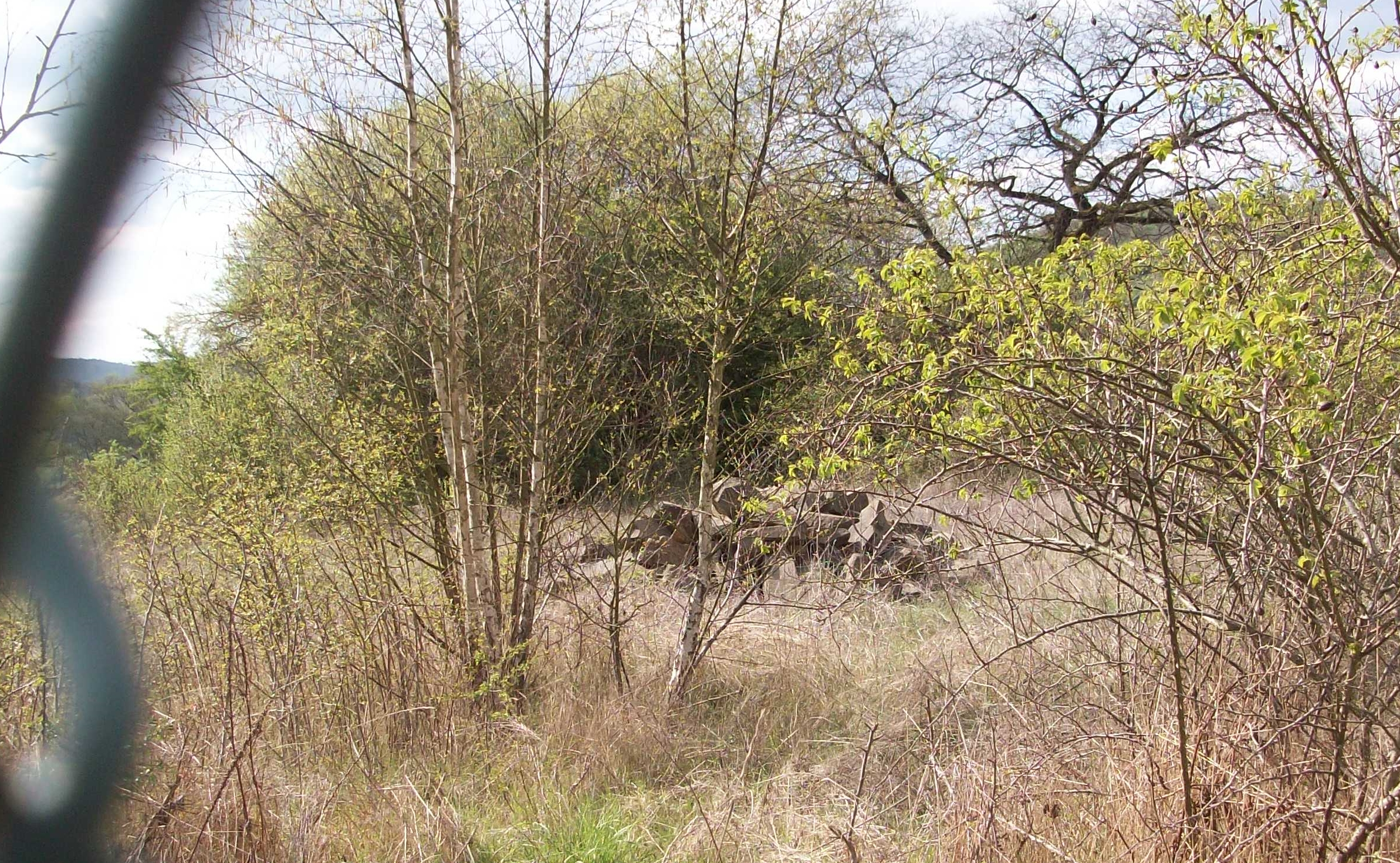
Turmhügelrest und Steinhaufen mit behauenen Steinen
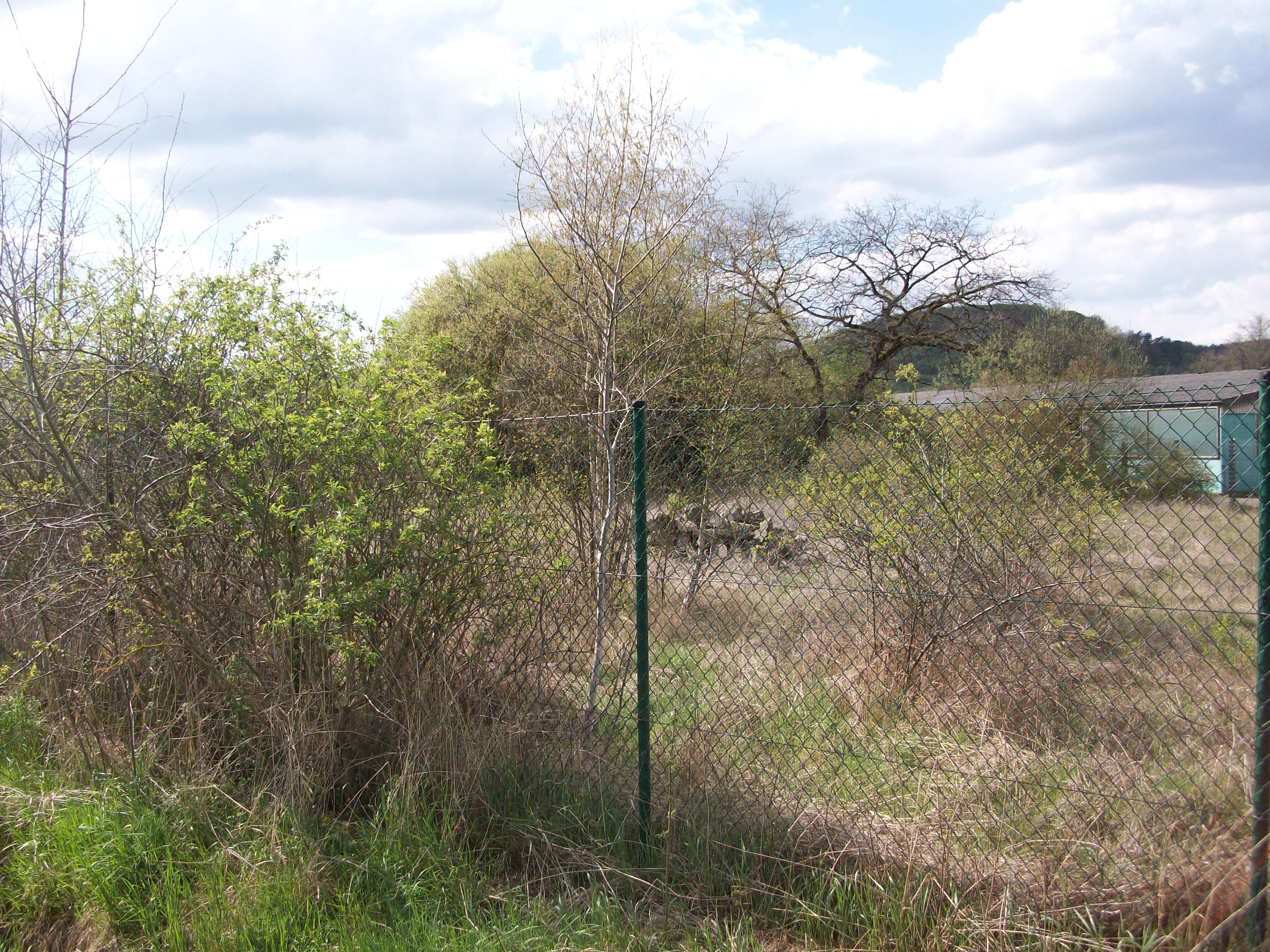
Geländeblick zum Burgstall - im Hintergrund Stallungen der Schäferei
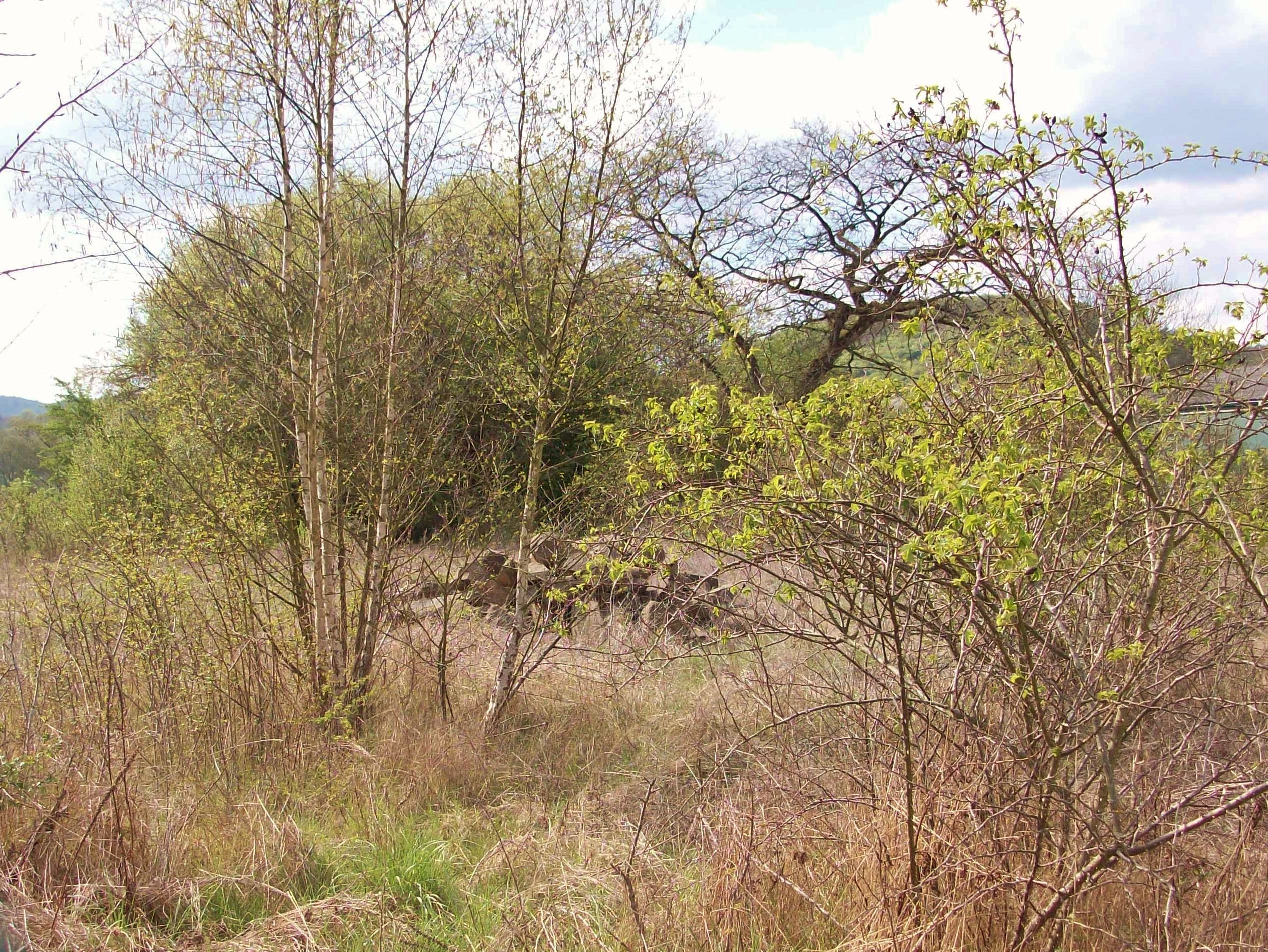
Burgstall Alt-Dernbach - Turmhügelrest